# Роб Бауер
Роберт Пітер Бауер (нід. Robert Bauer; нар. 11 листопада 1962, Амстердам) — лейтенант-адмірал Королівського флоту Нідерландів, нині обіймає посаду голови Військового комітету НАТО (з червня 2021 р). Раніше був начальником штабу оборони — з жовтня 2017 по квітень 2021 рр.; заступник начальника оборони Збройних сил Нідерландів — з 1 вересня 2015 по 13 липня 2017 рр.

## Життєпис
Народився 11 листопада 1962 року в Амстердамі. У 1981 році Бауер приєднався до збройних сил рідної країни та розпочав офіцерську підготовку в Нідерландській військово-морській академії в Ден-Хелдері, яку закінчив у 1984 році. Він також прослухав курс програми передових стратегічних та загальних досліджень (1998 рік).
З 2005-го до 2007 року Бауер командував фрегатом протиповітряної оборони HNLMS De Ruyter (одним із чотирьох кораблів класу De Zeven Provinciën) . Його командування включало розгортання в Середземному морі з Постійною морською групою НАТО 2 у складі Сил реагування НАТО (Операція «Активні зусилля»). Наприкінці 2006 року Бауер був направлений до Бахрейну як заступник командувача оперативної групи 150 (Операція «Нескорена свобода»). 2010—2011 рр. очолював десантний корабль «Йохан де Вітт» (клас «Роттердам»).
Як директор з планування (2012—2015) Бауер відповідав за розробку стратегій, пов'язаних з майбутнім оборони, оперативною політикою та інноваціями, а також організацією та структурою збройних сил загалом, включаючи створення нового кіберкомандування оборони. Як заступник начальника оборони (2015—2017) Бауер керував переходом до більш гнучкої та сталої співпраці з приватними компаніями та організаціями.
Як начальник Генерального штабу оборони (2017—2021) він командував Збройними силами Нідерландів протягом перших чотирьох років значних інвестицій після десятирічного періоду скорочень. Трансформація організації вимагала рішучості, стратегічного передбачення та здатності відновити довіру до Збройних сил.
9 жовтня 2020 року Бауер був обраний начальниками оборонних відомств країн Альянсу з Військового комітету НАТО новим головою Військового комітету НАТО, старшим військовим радником Генерального секретаря НАТО. Він обійняв цю посаду, замінивши головного маршала авіації сера Стюарта Піча 25 червня 2021 року.
|  | «З Вашим стратегічним баченням та практичною тактичною майстерністю, Ви знову і знову переграєте вашого супротивника. російські сили не мають розуміння за що вони воюють… Ви знаєте! Ви боретеся за саму цивілізацію. Ваша сила та стійкість вразили світ. Ми бачимо це на прикладі українського солдата, який підірвав себе разом з Генічеським мостом, щоб не допустити просування російських військ. Ми бачимо це в тому, з якою блискавичною швидкістю та ефективністю українські військові опановують нові озброєння. Ми бачимо це в тисячах добровольцях, які вирішили воювати пліч-о-пліч з Вами. Ми бачимо це в «армії звичайних українців», що робить все можливе, щоб допомогти, навіть прибираючи міни голими руками. Брати і сестри по зброї, ми вітаємо Вашу відвагу. Ми вітаємо мужність тих, хто заплатив найвищу ціну. Та мужність тих, хто постраждав психічно та фізично від війни. Ви можете розраховувати на підтримку НАТО на кожному кроці цього шляху!» – адмірал Роб Бауер |